# Schachendorf

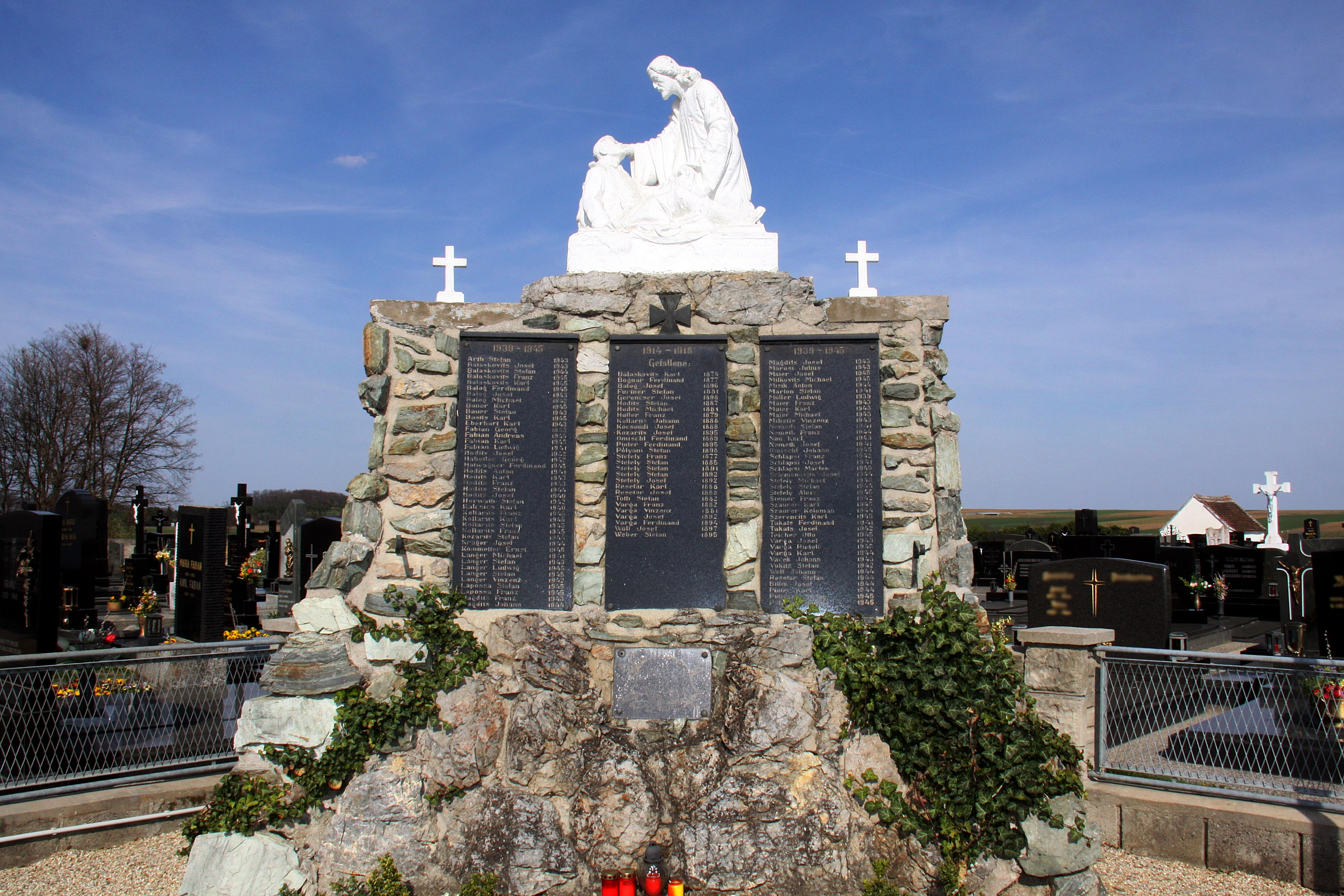
Kriegerdenkmal Schachendorf

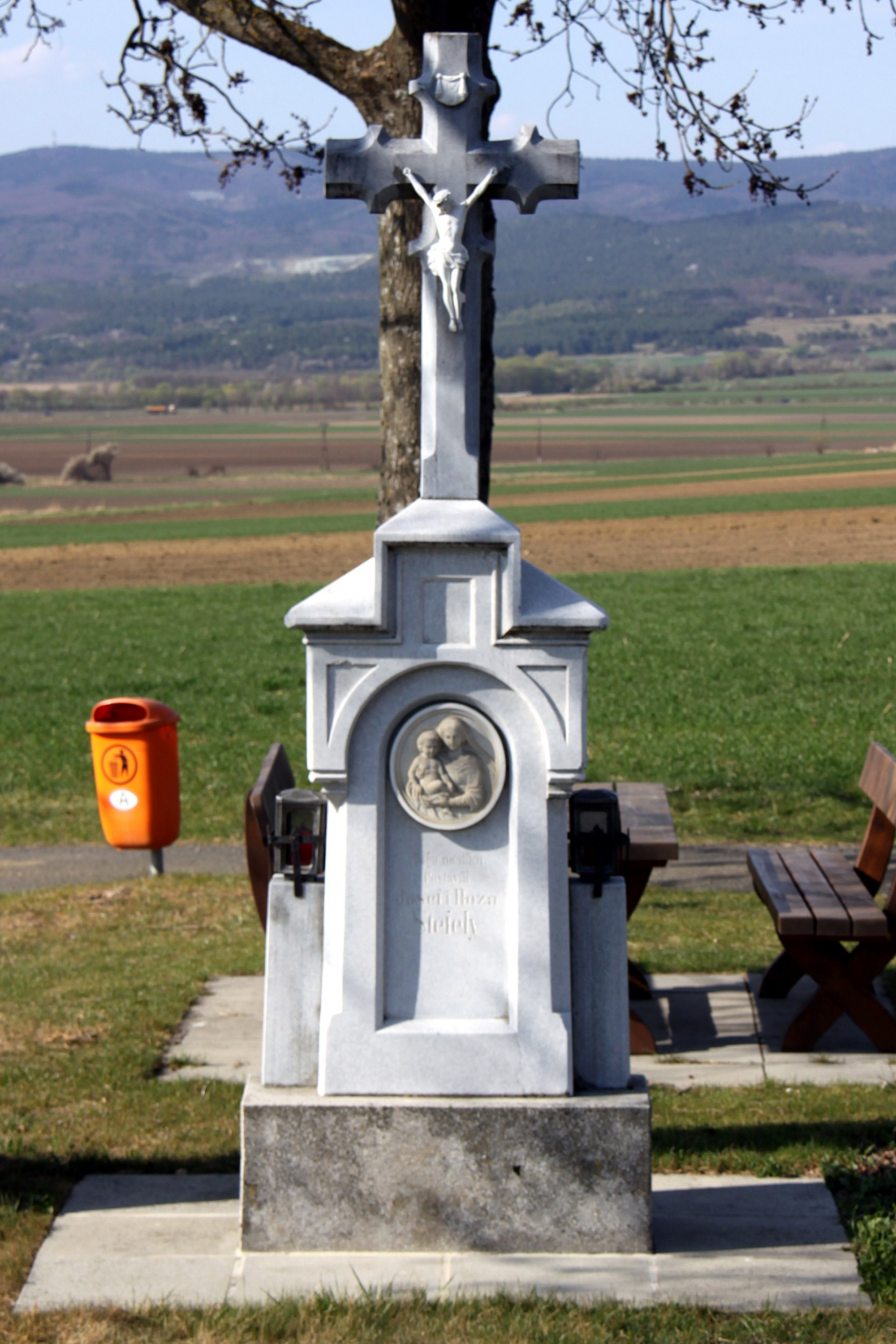
Kruzifix neben der alten Bundesstraße

Schachendorf (kroatisch Čajta, ungarisch Csajta, Romani Tschajta) ist eine zweisprachige Gemeinde im Bezirk Oberwart im Burgenland in Österreich. Der Anteil der Burgenlandkroaten an der Gesamtbevölkerung beträgt 73 %, als deutschsprachig bezeichnen sich 20 %. Die Burgenlandungarn machen 3 % der Bevölkerung aus.

## Geografie

### Geografische Lage
Die Gemeinde liegt im Südburgenland, in der Mitte zwischen Oberwart und Szombathely. Drei Viertel der Gemeindefläche werden landwirtschaftlich genutzt, 14 Prozent sind bewaldet.

### Gliederung
Ortschaften der Gemeinde sind (in Klammern Einwohner Stand 1. Jänner 2024):
- Dürnbach im Burgenland (kroatisch: Vincjet) (316)
- Schachendorf (ungarisch: Csajta, kroatisch: Čajta) (423)

### Eingemeindungen
Mit 1. Jänner 1971 wurden die Gemeinden Dürnbach im Burgenland, Schachendorf und Schandorf zusammengelegt. Im Jahr 1995 wurde Schachendorf wieder eine eigene Gemeinde.

### Nachbargemeinden
| Weiden bei Rechnitz | Markt Neuhodis, Rechnitz                    |        |
|                     | Kompassrose, die auf Nachbargemeinden zeigt | Ungarn |
| Großpetersdorf      | Hannersdorf, Schandorf                      |        |

## Geschichte
Die erste urkundliche Erwähnung der Ortschaft Schachendorf stammt aus einem Dokument aus dem Jahr 1374, in dem es Cacha genannt wird. Dies führt auch zur heutigen kroatischen Bezeichnung „Čajta“, die wahrscheinlich auf den ungarischen Personennamen Csejta/ Csayte zurückzuführen ist. Im Jahr 1540 wurde Schachendorf als Groß-Schachtendorff und als deutsche Siedlung bezeichnet. Aufgeteilt war Schachendorf in Großschachendorf (Nagy Csajta) und Kleinschachendorf, eine kleinadelige Siedlung.
Der Krieg gegen die Osmanen hatte eine Massenauswanderung zur Folge, die circa in der Zeit um die Schlacht am Krbava Feld (1493) begann und bis zur Schlacht bei Sisak im Jahr 1593 andauerte.
Angesiedelt wurden die fliehenden Kroaten in verwüsteten Landstrichen und öden von Agrarwirtschaftskrisen geplagten Gebieten, wo es durch Krieg und Krankheit einen Arbeitskraftmangel gab.
Unter Franz I. Batthyany kam es Mitte des 16. Jahrhunderts zur Ansiedlung von Kroaten aus Teilgebieten im Batthyany Besitz in seit den Türkenkriegen verwüsteten Landstrichen. In den Urbaren von 1548 tauchten erste kroatische Familiennamen auf. Trotzdem dezimierten Brände, Aufstände und auch die wütende Pest die Bevölkerung, sodass im Urbar von 1622 das ganze Dorf als „verwüstet“ eingestuft wurde.
Mitte des 17. Jahrhunderts stiegen die Agrarpreise rapide und günstige Absatzmöglichkeiten boten sich an. Einen Vorteil dadurch hatten die bis Mitte des 16. Jahrhunderts andauernden kroatischen Siedler, die hauptsächlich bäuerlich tätig waren.
Vor allem für den Getreidebau fand man in und um Schachendorf zusätzlich optimale, natürliche Bedingungen. Es kam zum Überschuss, der in den umliegenden Zentren (Szombathely, Rechnitz, Güns) und auch überregional verkauft werden konnte. Der große Schüttkasten Rechnitz zeugt davon.
Der Bau der Kirche begann 1818 und wurde 1834 abgeschlossen.

### Ab 1900
1903 verließen durch schlechte wirtschaftliche Verhältnisse die ersten Schachendorfer ihre Heimat Richtung USA, vor allem nach Chicago (wo in den 1870er Jahren schon 30.000 Burgenländer lebten), New York und Pennsylvania. Diese Auswanderung hielt bis in die Zwischenkriegszeit an. Teilweise durch Rückwanderungen und Geldsendungen kam es zu geringen Verbesserungen im Ort.
Im Ersten Weltkrieg wurden wehrfähige Männer zum Militärdienst einberufen. Ältere Menschen, Frauen und Kinder wurden mit der Arbeit am Hof zurückgelassen. Insgesamt 25 Gefallene waren in Schachendorf zu betrauern.

Der Ort gehörte wie das gesamte Burgenland bis 1920/21 zu Ungarn (Deutsch-Westungarn). Seit 1898 musste aufgrund der Magyarisierungspolitik der Regierung in Budapest der ungarische Ortsname Csajta verwendet werden. Nach Ende des Ersten Weltkriegs wurde nach zähen Verhandlungen Deutsch-Westungarn in den Verträgen von St. Germain und Trianon 1919 Österreich zugesprochen. Der Ort gehört seit 1921 zum neu gegründeten Bundesland Burgenland 
Nach dem Anschluss Österreichs an Deutschland 1938 wurde das Burgenland aufgelöst, wobei das Gebiet um Schachendorf an den Reichsgau Steiermark angeschlossen wurde. Bürgermeister wurde auf Vorschlag der NSDAP Landwirt Johann Wolf, der jedoch 1944 in Frankreich fiel und durch Vinzenz Varga ersetzt wurde.
Durch den Vormarsch der sowjetischen Armee kam es zu einer Flüchtlingswelle, die im Herbst 1944 in Rumänien begann. Mehrere Tausende deutschstämmige Menschen aus Südosteuropa und erschöpfte und verschollen geglaubte Soldaten flohen. Bevorzugte Wege nach Westen waren die „Korridore“, neben Güns-Rechnitz-Oberwart, Ödenburg-Wiener Neustadt auch der Durchgang Szombathely-Schachendorf-Oberwart.
Um die andauernden Rückzüge der Wehrmacht zu verhindern und das Vorrücken der Roten Armee zu stoppen, wurde der Südostwall errichtet. Dieser sollte von der Kurischen Nehrung in Litauen, bis zur Adria und damit auch durch Schachendorf verlaufen und bestand aus Schützengräben, Panzersperren und Drahthindernissen. Mehr als zwei Drittel der Baubeteiligten waren dabei Fremd- und Ostarbeiter, Häftlinge und ungarische Juden aus dem Szalasi Regime.
In Schachendorf und Rechnitz waren neben 3000–5000 Arbeitern aus den Balkanländern, den Ostgebieten und den Ländern Frankreich und Griechenland, vor allem Insassen aus dem Lager Schachendorf und zivile Frauen aus Kleinzicken, Kirchfidisch und Oberschützen tätig.
Nach der erfolglosen Plattenseeoffensive „Frühlingserwachen“  Anfang März 1945, einer deutschen Offensive mit dem Ziel Budapest zurückzuerobern, begann das Vorrücken der überlegenen sowjetischen Armee vom westungarischen Tiefland Richtung Burgenland. Eine zusammenhängende Front gab es kaum noch, es mangelte an Materialien wie Waffen und Munition und es kam stellenweise zu Versorgungsproblemen.
Als am Abend des 25. Märzes im Gebiet des ehemaligen Burgenlandes „Panzerwarnstufe I“ und Alarmstufe „drohende Gefahr“ ausgelöst wurde, brachte sich der Schachendorfer Volkssturm, geführt von Jugovits, einem ehemaligen Unteroffizier in der k. k. Armee und späterem Bürgermeister, in Stellung. Nach einer Inspektion von Gauleiter Sigfried Uiberreither, stellte sich heraus, dass die meisten Volkssturmangehörigen besser kroatisch als deutsch sprachen. Diese wurden durch einen Verband aus Kapfenberg ersetzt. Zusätzlich lagen vor Rechnitz der Volkssturm Oberwart und Leoben und zersplitterte Heeresangehörige.
In einem Obstgarten neben der Kirche wurde, zum Ärger der Ansässigen, eine Artillerie-Batterie eingerichtet und eine Kommandozentrale im Zollhaus. Am Mittwoch, dem 28. März, wurde die höchste Alarmstufe ausgelöst und am Abend begannen die Kampfhandlungen um Schachendorf. Rückzugsstraßen wurden von russischen Fliegern unter Beschuss genommen und ab dem 29. März schoss die deutsche Artillerie von Dürnbach aus Richtung Schachendorf, wodurch vor allem Zivilisten ums Leben kamen. Klein-Schachendorf wurde eingenommen. Trotz heftigen Beschusses deutscher Truppen südlich des Geschriebensteins und eines überraschend auftauchenden Eisenbahnpanzerzuges erreichte die Rote Armee einen Teil des Dorfes, zog sich aber teilweise wieder zurück. Gegen die Mittagszeit rückte Generalleutnant Walther Krause mit Verbänden der 6. Armee mit einem Verteidigungsauftrag ein und errichtete östlich von Schachendorf und Dürnbach eine Verteidigungslinie. In der Nacht vom 30. auf den 31. März wurde Schachendorf endgültig besetzt und die Wehrmachtslinie verdrängt. Am 1. April startete ein verschobener Rückeroberungsversuch von Dürnbach aus, wobei ein Jäger-Ersatz-Bataillon bis in die Mitte des Dorfs führte. In heftigen Straßenkämpfen fiel die Ortschaft nach den Rückzügen der letzten Tage endgültig in russische Hände. In der unmittelbaren Umgebung hielten die Kampfhandlungen bis zum 3. April an.
Am 28. März überschritt die 3. Ukrainische Front, mit dem Ziel auf Wien vorzurücken, die Grenze Richtung Schachendorf. Diese Angabe hat jedoch keine Quelle und so gilt die Überschreitung der Grenze in Klostermarienberg am 29. März als die erste Grenzüberschreitung. In den Wirren des Kampfes wurden mehrere Wohnhäuser zerstört. Auch die Kirche wurde in Mitleidenschaft gezogen. Der amtierende Bürgermeister wurde sofort seines Amtes enthoben und provisorisch durch den örtlichen Volksschullehrer ersetzt. Am 29. März eroberte die Rote Armee die ca. 16 km von Schachendorf entfernte Stadt Steinamanger (ungarisch Szombathely).
Nach der russischen Besatzungszeit (1945–1955) und dem Wiederaufbau, kam es zum wirtschaftlichen Aufschwung. Es kam zur Fortführungen im Straßenbau, zur Elektrifizierung und zur Modernisierung der dominierenden Landwirtschaft.
Seit November 1946 ist Schachendorf eine eigene Pfarrgemeinde. 1964 wurde neben der Kirche ein Kriegerdenkmal errichtet. 1974 gründen Kroaten das Folkloreensemble „Stalnost“.
In den 1970er und 1980er Jahren veränderten sich die Berufsarten der Einwohner. Durch die begrenzten Möglichkeiten in der Ortschaft wurden Industriezentren in Wien und Graz aufgesucht und Schachendorf wurde ein Pendlerort.

## Kultur und Sehenswürdigkeiten

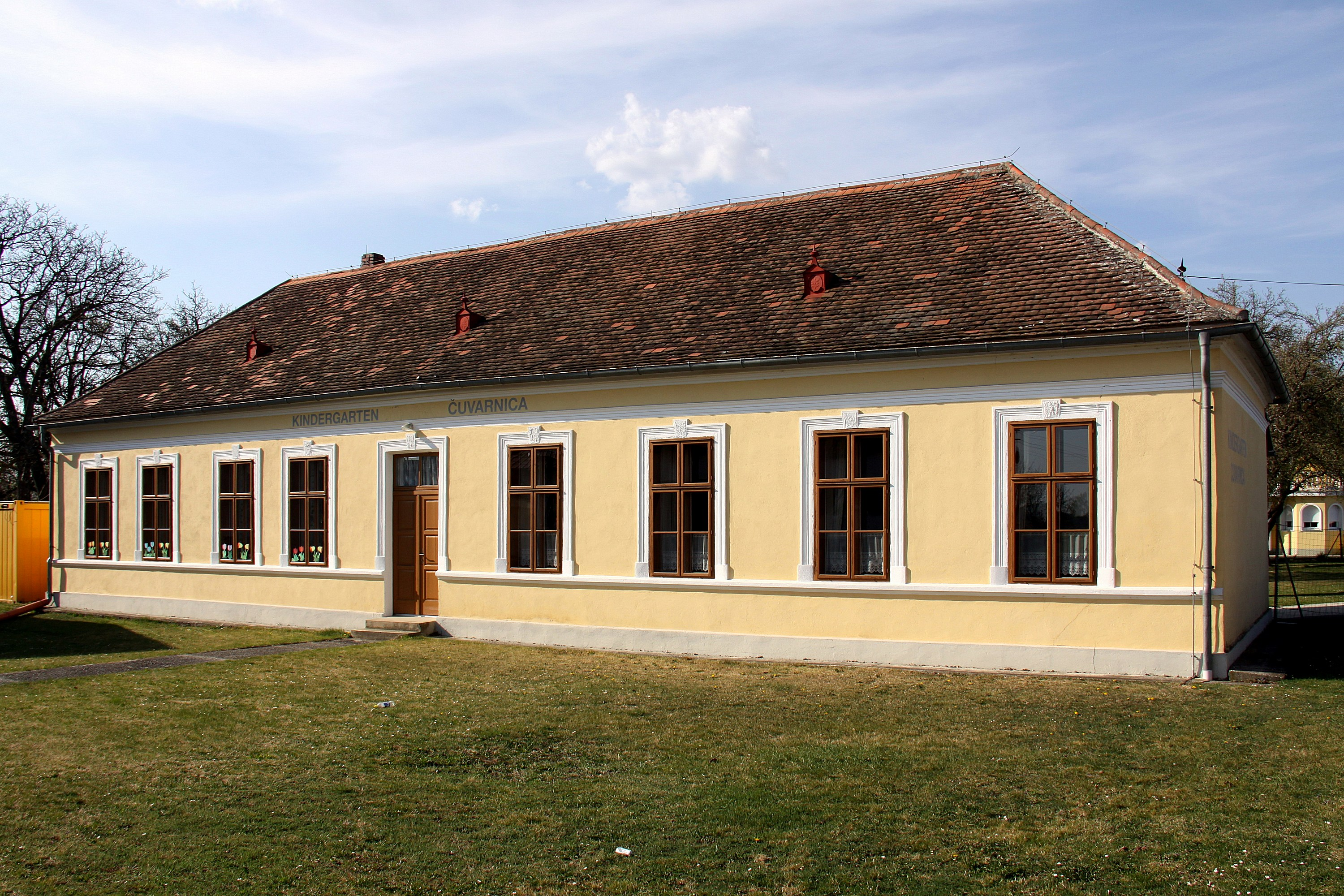
Der denkmalgeschützte Kindergarten in Schachendorf

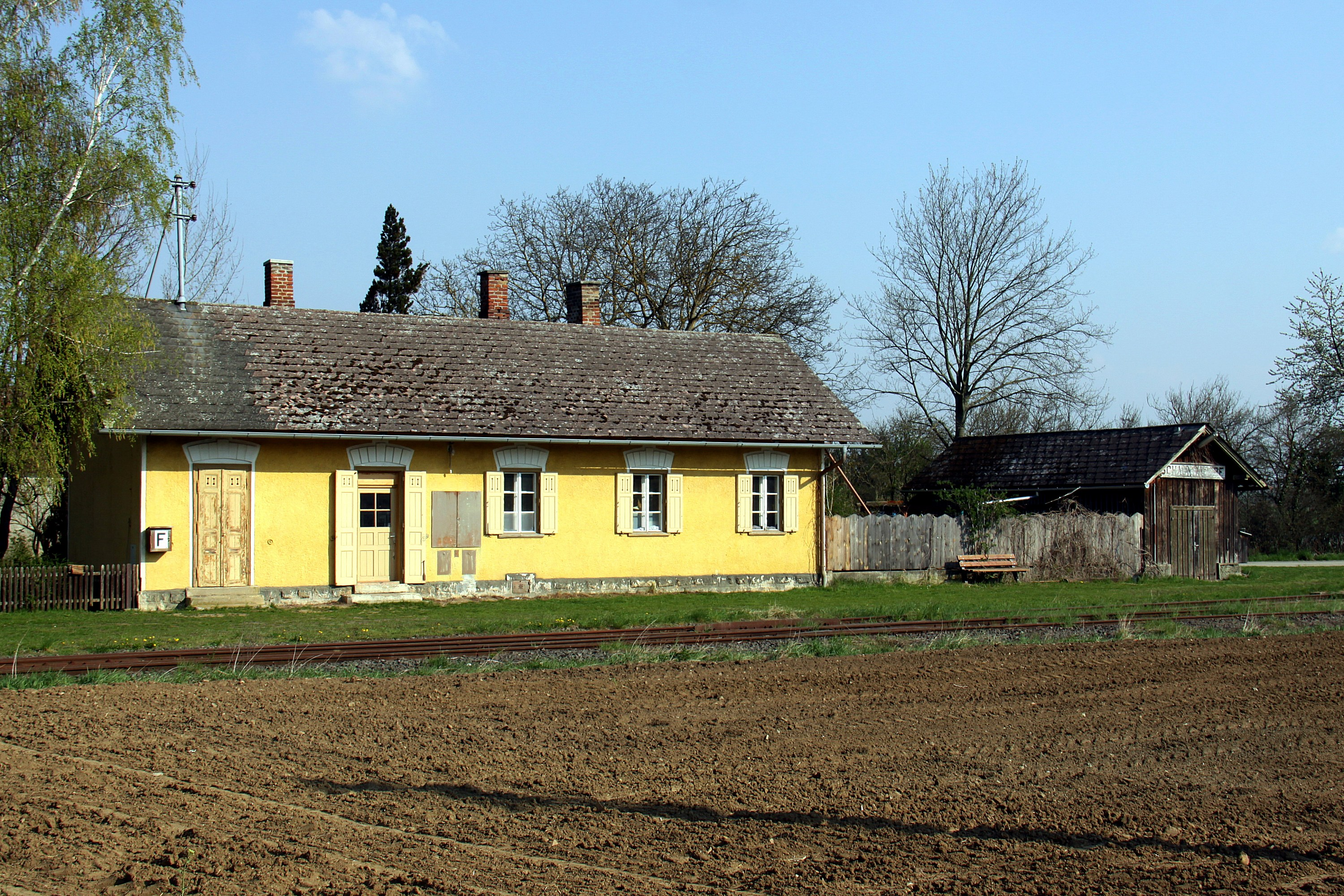
Die ehemalige Halte- und Ladestelle der Pinkatalbahn

- Katholische Pfarrkirche Schachendorf hl. Martin
- Katholische Pfarr- und Wallfahrtskirche Dürnbach Mariä Himmelfahrt

## Wirtschaft und Infrastruktur
In den Jahren 1999 bis 2010 halbierte sich die Anzahl der landwirtschaftlichen Betriebe. Die acht Haupterwerbsbetriebe des Jahres 2010 bewirtschafteten über fünfzig Prozent der Fläche.
| Wirtschaftssektor            | Anzahl Betriebe | Anzahl Betriebe | Erwerbstätige | Erwerbstätige |
| Wirtschaftssektor            | 2011            | 2001            | 2011          | 2001          |
| ---------------------------- | --------------- | --------------- | ------------- | ------------- |
| Land- und Forstwirtschaft 1) | 24              | 48              | 20            | 21            |
| Produktion                   | 14              | 2               | 16            | 14            |
| Dienstleistung               | 38              | 30              | 100           | 148           |

1) Betriebe mit Fläche in den Jahren 2010 und 1999

## Politik

### Gemeinderat
Der Gemeinderat umfasst aufgrund der Anzahl der Wahlberechtigten insgesamt 15 Mitglieder.
| Partei          | 2022             | 2022             | 2022             | 2017    | 2017    | 2017    | 2012             | 2012             | 2012             | 2007             | 2007             | 2007             | 2002             | 2002             | 2002             | 1997    | 1997    | 1997    |
| Partei          | Sti.             | %                | M.               | Sti.    | %       | M.      | Sti.             | %                | M.               | Sti.             | %                | M.               | Sti.             | %                | M.               | Sti.    | %       | M.      |
| --------------- | ---------------- | ---------------- | ---------------- | ------- | ------- | ------- | ---------------- | ---------------- | ---------------- | ---------------- | ---------------- | ---------------- | ---------------- | ---------------- | ---------------- | ------- | ------- | ------- |
| ÖVP             | 534              | 71,68            | 11               | 477     | 66,99   | 11      | 535              | 71,24            | 11               | 415              | 61,66            | 9                | 405              | 62,60            | 10               | 448     | 71,45   | 10      |
| SPÖ             | 197              | 26,44            | 4                | 216     | 30,34   | 4       | 216              | 28,76            | 4                | 258              | 38,34            | 6                | 242              | 37,40            | 5                | 169     | 26,95   | 3       |
| FPÖ             | nicht kandidiert | nicht kandidiert | nicht kandidiert | 19      | 2,67    | 0       | nicht kandidiert | nicht kandidiert | nicht kandidiert | nicht kandidiert | nicht kandidiert | nicht kandidiert | nicht kandidiert | nicht kandidiert | nicht kandidiert | 10      | 1,59    | 0       |
| Wahlberechtigte | 950              | 950              | 950              | 830     | 830     | 830     | 844              | 844              | 844              | 779              | 779              | 779              | 779              | 779              | 779              | 707     | 707     | 707     |
| Wahlbeteiligung | 80,42 %          | 80,42 %          | 80,42 %          | 88,31 % | 88,31 % | 88,31 % | 92,30 %          | 92,30 %          | 92,30 %          | 89,47 %          | 89,47 %          | 89,47 %          | 86,01 %          | 86,01 %          | 86,01 %          | 90,24 % | 90,24 % | 90,24 % |

### Gemeindevorstand
Neben Bürgermeister Robert Marlovits (ÖVP) und Vizebürgermeister Thomas Stefanits (ÖVP) gehören weiters die geschäftsführenden Gemeinderäte Heinz Kminek (SPÖ), Stefan Resetar (ÖVP) und Marlen Varga (ÖVP) dem Gemeindevorstand an.

### Bürgermeister
Bürgermeister war seit der Bürgermeisterdirektwahl am 1. Oktober 2017 Stefan Takacs (ÖVP). Nachdem Adalbert Resetar (ÖVP), der seit 1990 der Gemeinde vorstand, im Juni 2017 ankündigte, aus Altersgründen nicht mehr anzutreten, wurde Takacs als Kandidat der ÖVP nominiert. Bei der Wahl wurde Takacs im ersten Wahlgang mit 64,71 % gegen Peter Bunyai (SPÖ) und Reinhold Pötschger (FPÖ) gewählt, die 33,47 % bzw. 1,82 % der Stimmen erhielten. Am 9. August 2018 legte Stefan Takacs († 2019) (ÖVP) das Amt des Bürgermeisters aus gesundheitlichen Gründen zurück. Am 2. Dezember 2018 wurde Robert Marlovits (ÖVP) zum Bürgermeister von Schachendorf gewählt. In der konstituierenden Sitzung des Gemeinderats wurde Herwig Dorner (ÖVP) zum Vizebürgermeister gewählt.
Bei der Wahl 2022 wurde Robert Marlovits (ÖVP) als Bürgermeister bestätigt.
Leiterin des Gemeindeamtes ist Ingeborg Resetar.

#### Chronik der Bürgermeister
| von  | bis  | Bürgermeister           |
| ---- | ---- | ----------------------- |
| 1923 | 1926 | Josef Omischl (CSP)     |
| 1927 | 1934 | Josef Resetar (CSP)     |
| 1934 | 1938 | Stefan Jugovits (VF)    |
| 1938 | 1943 | Johann Wolf (NSDAP)     |
| 1943 | 1945 | Vinzenz Varga (NSDAP)   |
| 1945 | 1945 | Karl Fabian (Parteilos) |
| 1945 | 1950 | Stefan Jugovits (ÖVP)   |
| 1950 | 1962 | Josef Kozarits (SPÖ)    |
| 1962 | 1989 | Josef Jugovits (ÖVP)    |
| 1990 | 2017 | Adalbert Resetar (ÖVP)  |
| 2017 | 2018 | Stefan Takacs (ÖVP)     |
| 2018 |      | Robert Marlovits (ÖVP)  |

### Wappen
|  | Blasonierung: „In Rot und auf goldenem Grund aufgerichtete und einander zugewandte Löwen; zwischen ihren Füßen eine goldene Garbe, mit den Pranken eine aufrechte, mit der Schneide nach links gewandte blaue Pflugschar haltend, überhöht von einer goldenen Blätterkrone, die von goldenen Ähren begleitet wird.“ Die Gemeindefarben sind rot–gold–blau. |

## Persönlichkeiten

### Söhne und Töchter der Gemeinde
- Oskar Mikula (1894–1971), Oberlehrer und Politiker (ÖVP)
- Adalbert Resetar (* 1950), Vizepräsident Landwirtschaftskammer Burgenland, Politiker (ÖVP)

### Mit der Gemeinde verbundene Persönlichkeiten
- Michaela Resetar (* 1966), Politikerin (ÖVP)